# Antoni Grygierczyk
Antoni Grygierczyk (ur. 4 czerwca 1895 w Hałcnowie, zm. 19 lutego 1965 w Warszawie) – polski działacz polskiego ruchu ludowego, członek PSL Lewica, PSL Wyzwolenie, NPCh, KPP, PPR i PZPR.

## Życiorys
Urodzony w rodzinie chłopskiej, z zawodu był krawcem. Nie uczęszczał do szkoły, był samoukiem. Działalność polityczną rozpoczął od wstąpienia do PSL Lewicy. Następnie działał w PSL Wyzwolenie i Niezależnej Partii Chłopskiej. Po likwidacji partii w kwietniu 1927 wstąpił do KPP i jej przybudówki PPS-Lewicy. Kilkakrotnie aresztowany przez władze sanacyjne, łącznie spędził w więzieniach około 9 lat; po raz pierwszy został aresztowany 7 IX 1927 i 1 X 1928 skazany w Kielcach na 3 lata więzienia, karę odbywał w Miechowie, Kielcach, Sandomierzu i Wronkach, zwolniony w styczniu 1931. Od 1931 sekretarz Komitetu Okręgowego (KO) KPP w Kielcach, rozbudowywał partię na wsi w Świętokrzyskiem. 4 XII 1931 ponownie aresztowany i 28 X 1932 skazany na 6 lat więzienia z zaliczeniem aresztu śledczego i 8 lat utraty praw. Więziony w Kielcach, Rawiczu i Wronkach, zwolniony po amnestii, ponownie został sekretarzem okręgowym KPP w Kielcach. 6 VIII 1936 aresztowany uwięziony w Nowym Sączu, potem w Kielcach, jednak został uniewinniony i XI 1937 zwolniony. 8 III 1938 wysłany do obozu w Berezie Kartuskiej, gdzie przebywał do 29 I 1939. Podczas okupacji był krawcem w Warszawie. Po upadku powstania warszawskiego wywieziony do wsi Wólka Karwicka. 16 II 1945 wstąpił do PPR i został II sekretarzem Komitetu Powiatowego (KP) PPR w Opocznie. Był delegatem na I Zjazd PPR XII 1945 w Warszawie. Od IV 1946 I sekretarz KP PPR i od VII 1946 przewodniczący Powiatowej Rady Narodowej (PRN) w Lidzbarku Warmińskim. Od II do IX 1949 I sekretarz KP PZPR w Sieradzu, następnie w Skierniewicach. Krótko pracował w Wydziale Zagranicznym KC PZPR, później od IX 1950 inspektor kadr w Funduszu Wczasów Pracowniczych. W latach 1951–1956 był korespondentem i pracownikiem redakcji Chłopskiej Drogi, a od VI 1952 pracownik Polskiego Komitetu ds. Radiofonizacji Kraju. Od X 1952 zastępca przewodniczącego PRN w Pruszkowie. Od VII 1953 pracownik Ministerstwa PGR, od VI 1954 Ministerstwa Łączności, potem wydziału kadr Dyrekcji Telefonów Miejskich w Warszawie. Od 1956 na rencie dla zasłużonych, pisał wspomnienia, zbierał materiały o historii „ruchu robotniczego” i działał w Stowarzyszeniu Wolnomyślicieli.
Odznaczony m.in. Krzyżem Komandorskim Orderu Odrodzenia Polski i Złotym Krzyżem Zasługi.